# Camponotus binghamii
Camponotus binghamii är en myrart som beskrevs av Auguste-Henri Forel 1894. Camponotus binghamii ingår i släktet hästmyror, och familjen myror. Inga underarter finns listade.